# Боруя
Боруя (пол. Boruja) — село в Польщі, у гміні Седлець Вольштинського повіту Великопольського воєводства.
Населення — 424 особи (2011).
У 1975-1998 роках село належало до Зеленоґурського воєводства.

## Демографія
Демографічна структура станом на 31 березня 2011 року:
|          | Загалом | Допрацездатний вік | Працездатний вік | Постпрацездатний вік |
| -------- | ------- | ------------------ | ---------------- | -------------------- |
| Чоловіки | 215     | 53                 | 145              | 17                   |
| Жінки    | 209     | 46                 | 119              | 44                   |
| Разом    | 424     | 99                 | 264              | 61                   |